# Mfumuni
Mfumuni è una circoscrizione urbana (urban ward) della Tanzania situata nel distretto urbano di Moshi, regione del Kilimangiaro. Conta una popolazione di 4 750 abitanti (censimento 2012).